# La revolución proletaria y el renegado Kautsky
La revolución proletaria y el renegado Kautsky es una obra de Vladimir Lenin escrita en octubre y noviembre de 1918 en la que defiende a los bolcheviques de las críticas que les hacía Karl Kautsky, quien entonces era el líder intelectual de la Segunda Internacional.
Impulsado por el panfleto de Kautsky de 1918 La dictadura del proletariado, el panfleto de Lenin fue parte de una polémica en curso entre varios líderes bolcheviques y el socialdemócrata Kautsky sobre el papel de la democracia y la fuerza en la transición al socialismo.

## Historia

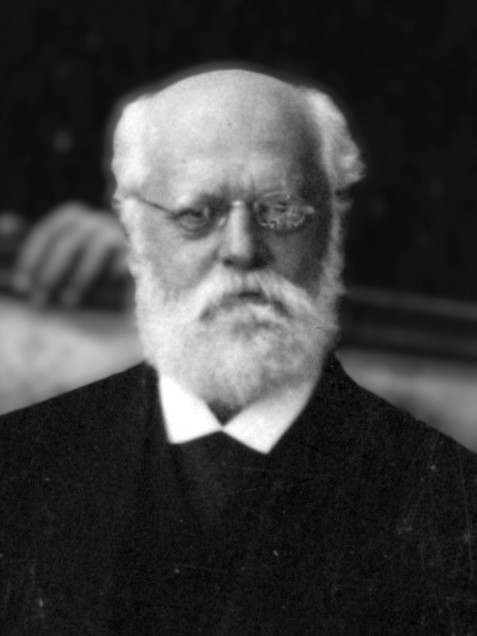
Karl Kautsky en 1920.

En La revolución proletaria y el renegado Kautsky, Lenin escribe que Kautsky, en su folleto de 1918 La dictadura del proletariado, distorsionó las ideas de Karl Marx y Friedrich Engels sobre la democracia y su relación con el socialismo y la revolución. También escribe que Kautsky usa "tonterías... para nublar y confundir el tema", por ejemplo cuando habla de democracia bajo el capitalismo, en lugar de usar el término "democracia burguesa", un término que tiene un claro contenido de clase, Kautsky usa el término "democracia presocialista".
Una cuestión importante abordada por Kautsky en su folleto fue la dispersión de la Asamblea Constituyente Rusa por los bolcheviques. Lenin escribe que es el "crud" del folleto y que es una cuestión importante porque "la relación entre democracia burguesa y democracia proletaria aquí confrontó la revolución en una forma práctica". Lenin continúa afirmando que Kautsky en su folleto recurre a la mentira y la falsificación de hechos para tratar de argumentar su punto. Lenin continúa diciendo que las cuestiones importantes y fundamentales, especialmente para alguien que se dice marxista, no recibieron atención de Kautsky y que las "evadió". Una cuestión era si "la república parlamentaria democrático-burguesa es inferior a la república de la Comuna de París o de tipo soviético". Esencialmente, si el socialismo es o no una forma superior de democracia que la democracia burguesa.